# Georg von Löwenstein

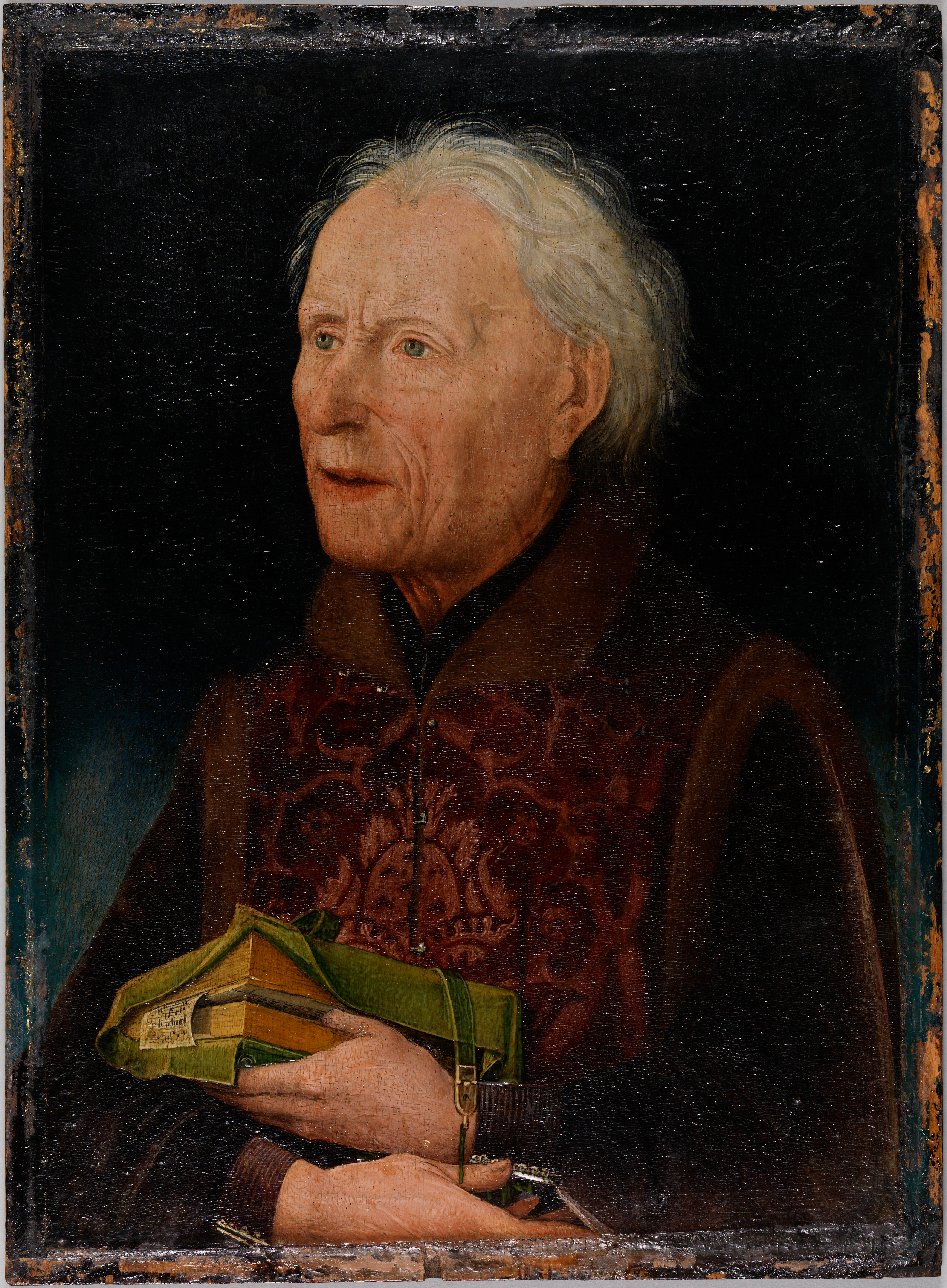
Hans Pleydenwurff: Georg von Löwenstein (um 1456)

Georg von Löwenstein (* um 1375; † 10. August 1464 in Bamberg) war Graf von Löwenstein und Domherr in Bamberg, Würzburg, Speyer, Mainz sowie Worms.

## Herkunft
Georg war der zweitälteste Sohn von Graf Albrecht II. von Löwenstein und seiner Gemahlin Udelhild von Werdenberg sowie ein direkter Nachfahre von Rudolf I., dem ersten römisch-deutschen König aus dem Geschlecht der Habsburger.

## Leben
Georg war zum Zeitpunkt des Todes seines ältesten Bruders Graf Albrecht III. von Löwenstein in der Schlacht bei Döffingen noch minderjährig. Bis zum Jahr 1390 leitete für ihn und seine beiden noch lebenden  Brüder ein Verwandter, Graf Johann I. von Wertheim als Vormund die Geschicke der Grafschaft Löwenstein. Die dauerhaft sehr angespannte finanzielle Lage der Grafschaft, die unter der Regentschaft von Heinrichs Vater bereits dazu führte, dass die Grafen in pfälzische Dienste treten mussten, verschlechterte sich in den Folgejahren weiter dramatisch. Johann von Wertheim sah sich gezwungen, die Hälfte der Grafschaft Löwenstein an die Pfalzgrafen bei Rhein zu verpfänden, um eine Zahlungsunfähigkeit zu vermeiden – ein folgenschwerer Schritt, denn die Grafen von Löwenstein waren nachfolgend nicht mehr in der Lage, die Verpfändung wieder rückgängig zu machen. Anlässlich dieser finanziellen Transaktion erfolgte am 20. Mai 1382 die erstmalige urkundliche Erwähnung des Georg von Löwenstein.
Am 30. November 1390 beendete Georg die Vormundschaft Johanns von Wertheim durch formelle Aufkündigung. Gleichzeitig trat er in den geistlichen Stand ein und verzichtete auf alle Ansprüche an der Herrschaft Löwenstein – mit Ausnahme des Falles, dass seine Brüder ohne Erben blieben. Als Pfründe erhielt Georg von Löwenstein die Pfarrei Beihingen, nahe Freiberg am Neckar, gleichwohl er, wie bereits sein Onkel Rudolf, nicht über das notwendige Alter und die hinreichenden Weihen für die Ausübung dieses Amtes verfügte.
Spätestens mit dem Jahr 1399 begann Georg dann seine Laufbahn als Kanoniker in verschiedenen Domstiften. Vermutlich trat er zuerst in das Würzburger Domstift ein, da dort sein Onkel Rudolf bis 1380 in exponierter Position tätig war. Als im selben Jahr sein Verwandter, Albrecht von Wertheim, zum Fürstbischof des Hochstiftes Bamberg gewählt wurde, erhielt Georg darüber hinaus dessen freiwerdende Domherrenstelle. Bis zum Jahr 1405 gelang es ihm, zusätzlich noch drei weitere Kanonikate zu erwerben – neben den Bistümern Worms und Mainz auch in Speyer, wo mit Raban von Helmstatt ein guter Bekannter seines Bruders Heinrich das Amt des Bischofs ausübte. Vermutlich führte diese Ämterhäufung eines noch nicht vollständig ordinierten Geistlichen zu erheblicher klerikaler Kritik, denn nach 1405 wird Georg von Löwenstein nur noch ausschließlich als Würzburger und Bamberger Domherr genannt. Gleichwohl beließ er es nicht dabei, die Domschulen seiner Bistümer zu besuchen, sondern studierte an zwei Universitäten Theologie – zum Sommersemester 1402 in Wien  und zum Wintersemester 1405/1406 in Heidelberg.
Nicht allzu lange nach dem Abschluss seiner Studien, die er ohne Magister oder gar Promotion beendete, wurde Georg von Löwenstein zum  Priester geweiht. In diesen Jahren war er neben seiner Aufgabe als Domherr auch als Priester der Pfarreien Roßtal bei Fürth und Wolfsberg in Kärnten tätig, ab 1412 zudem noch als Propst des Chorherrenstift Öhringen.
Zu Beginn des 15. Jahrhunderts war das Bistum Würzburg bereits sehr hoch verschuldet. Bischof Johann I. von Egloffstein versuchte, auf verschiedenen Wegen die Last der Verbindlichkeiten zu senken. Seine im Jahr 1403 erlassene Verfügung zur Besteuerung der Stiftsmitglieder traf auf erbitterten Widerstand im Kollegium. Das Domkapitel hintertrieb und verzögerte die erforderlichen Zahlungen über Jahre hinaus. Am 22. Mai 1408 schließlich eskalierte die Auseinandersetzung – Bischof Johann ließ während einer Prozession achtzehn Domherren, darunter Georg von Löwenstein, festsetzen und auf dem Marienberg inhaftieren. Zwar konnte unter Vermittlung des Burggrafen Friedrich VI. von Nürnberg eine Freilassung der Inhaftierten erreicht werden, doch blieb das Verhältnis der Parteien auf Dauer zerrüttet. Georg blieb zwar noch bis in das Jahr 1422 Mitglied des Würzburger Domkapitels, konzentrierte sich aber ab 1417 verstärkt auf seine Aufgabe als Bamberger Domherr. Entscheidend für diese Entwicklung war wohl die Verleihung der Propstei über das Bamberger Kollegiatstift St. Jakob durch seinen Verwandten, Bischof Albrecht von Wertheim, am 6. Juni 1417.
Überregionale Bekanntheit erlangte Georg von Löwenstein durch seine Beteiligung am Bamberger Immunitätenstreit in den Jahren 1430 bis 1446. In der langwierigen Auseinandersetzung zwischen Bistum, Domkapitel und Stadtbürgern Bambergs um den Ausbau und die Finanzierung der Stadtbefestigung führte er gemeinsam mit Georg I. von Schaumberg den Widerstand der Domherren gegen die städtische Position an.
Die schiedliche Beilegung der Streitigkeiten steigerte die bereits bedenkliche Schuldenlast des Bistums noch einmal spürbar, so dass die Domherren zu der Entscheidung kamen, dem Bischof das Vertrauen zu entziehen. Nach der Absetzung und Exilierung Anton von Rotenhans wurde Georg von Löwenstein am 7. Juni 1442 einstimmig als Pfleger der Bistumsfinanzen eingesetzt und versah diese Aufgabe bis zum 18. Juni 1443.
Da die Ehe seines gräflichen Bruders Heinrich und dessen Frau Anna schon lange Jahre kinderlos geblieben war, schloss Georg im Jahr 1422 mit ihm einen Erbvertrag, der besagte, dass Georg für den Fall voll erbberechtigt wäre, sofern Heinrich ohne Nachkommen sterben sollte. Kaiser Sigismund bestätigte am 4. Oktober 1422 das löwensteinische Erbabkommen. Da zu Beginn der 1440er Jahre keine weiteren Nachkommen mehr zu erwarten waren, entschlossen sich die beiden Brüder und Gräfin Anna zur Veräußerung der Grafschaft Löwenstein noch zu Lebzeiten – das gesamte gräfliche Territorium ging durch die Verkaufsurkunde vom 2. Januar 1441 für einen Preis von 14.000 Gulden an Kurfürst Ludwig IV. von der Pfalz. Jedoch ließen sich die Löwensteiner vertraglich das Recht zusichern, bis zum Ableben den Grafentitel zu führen und die Burg Löwenstein als Wohnsitz nutzen zu dürfen. Heinrich bat am 27. August 1442 König Friedrich III. als Lehensherr um Zustimmung zum Verkauf, die dieser auch erteilte.
Georg von Löwenstein verstarb am 10. August 1464 in Bamberg und fand seine letzte Ruhestätte in der Nagelkapelle des Bamberger Doms.
Er war der letzte der Grafen von Löwenstein aus der Linie Habsburg; mit seinem Ableben starb das Geschlecht endgültig aus.

## Familie
Georg war als Geistlicher unverheiratet.
Georg von Löwenstein hatte noch weitere Geschwister:
- Albrecht III. (* um 1370; † 23. August 1388 in der Schlacht bei Döffingen). Graf von Löwenstein.
- Heinrich (* um 1378; † 1443 in Heilbronn). Graf von Löwenstein.
- Johann-Rudolf (* um 1381; † um 1406). Graf von Löwenstein.